# アイゼンシュタインの既約判定法
アイゼンシュタインの既約判定法（アイゼンシュタインのきやくはんていほう、英: Eisenstein's criterion）は整係数の多項式が有理数体 {\displaystyle {\mathbb {Q} }} 上で既約であるための十分条件を与える定理である。ゴットホルト・アイゼンシュタインが1850年に発表した論文が由来。20世紀初頭では、シェーネマン＝アイゼンシュタインの既約判定法とも呼ばれていた。これは、1846年にテオドル・シェーネマンがこの定理を最初に発表したことに由来する。

## 定理
{\displaystyle P(x)=a_{n}x^{n}+a_{n-1}x^{n-1}+\dotsb +a_{1}x+a_{0}}
を整数係数の多項式とする。ある素数 p が存在して、整数 a0, a1, …, an が
- i ≠ n の場合は ai は p で割り切れる
- an は p で割り切れない
- a0 は p2 で割り切れない

を満たすならば、{\displaystyle P(x)} は有理数体 {\displaystyle {\mathbb {Q} }} 上で既約である。
上の定理の係数環 {\displaystyle Z} は一意分解環にまで一般化できる。即ち以下が成り立つ。証明は全く同様である。
{\displaystyle A} を一意分解環、{\displaystyle K} をその商体とする。{\displaystyle P(x)=a_{n}x^{n}+a_{n-1}x^{n-1}+\dotsb +a_{1}x+a_{0}}
を {\displaystyle A} 係数の多項式とする。ある {\displaystyle A} の素元 p が存在して、a0, a1, …, an が
- i ≠ n の場合は ai は p で割り切れる
- an は p で割り切れない
- a0 は p2 で割り切れない

を満たすならば、{\displaystyle P(x)} は体 {\displaystyle K} 上で既約である。
さらに係数環を整域にまで拡張できる（詳細は英語版を参照のこと）。

## 例
- 複素係数多項式 {\displaystyle X^{2}+Y^{2}-1} は既約である。実際 {\displaystyle C[X]} 係数の一変数多項式と見て素元として {\displaystyle X-1} と選べばよい。